# Garibaldi FS
Garibaldi FS – stacja przesiadkowa mediolańskiego metra między liniami M2 oraz M5. Znajduje się na viale Luigi Sturzo, w pobliżu stacji kolejowej Milano Porta Garibaldi, w Mediolanie. Stacja M2 zlokalizowana jest pomiędzy przystankami Gioia i Moscova, natomiast stacja M5 między przystankami Isola oraz Monumentale. Starszą część otwarto w 1971 roku, nowszą - w 2014 roku.